# Völkenroth
Das Dorf Völkenroth liegt inmitten der Mittelgebirgslandschaft des Hunsrück in der Verbandsgemeinde Kastellaun im Rhein-Hunsrück-Kreis, Rheinland-Pfalz.

## Geographie
In der Gemarkung von Völkenroth liegen die Wohnplätze Blümlingshof und Greiserhof.

### Nachbarorte
| Krastel und Wohnroth | Bell                                        | Pydna und Kastellaun              |
| Leideneck            | Kompassrose, die auf Nachbargemeinden zeigt | Hunsrückhöhenstraße und Hundheim  |
| Kappel               | Kirchberg                                   | Goßberg, Wüschheim und Michelbach |

## Geschichte
Völkenroth wird im Jahr 1220 in einer Bestandsaufnahme, dem Liber annalium des Erzbistums Trier genannt. Um das Jahr 1310, nach neueren Erkenntnissen des Landeshauptarchiv Koblenz wohl 1330–1335, wird der Ort unter dem Namen Volkerod im Sponheimischen Gefälleregister der Grafschaft Sponheim erwähnt.
Mit der Besetzung des linken Rheinufers 1794 durch französische Revolutionstruppen (Franzosenzeit) wurde der Ort französisch. 1815 erfolgte nach dem Wiener Kongress eine Neuordnung der Gebiete und Völkenroth wurde dem Königreich Preußen zugeordnet. 
Seit 1946 ist die Ortschaft Teil des neu gegründeten Landes Rheinland-Pfalz. Völkenroth war bis 1974 eine eigenständige Gemeinde. Seit dem 17. März 1974 gehört der Ort durch eine Gebietsreform zur Ortsgemeinde Bell.

## Politik
Politisch wird der Ortsbezirk Völkenroth vom Ortsbürgermeister und dem Ortsgemeinderat Bell vertreten, verfügt aber auch über einen eigenen Ortsbeirat und einen Ortsvorsteher. Der Ortsbeirat besteht aus drei Mitgliedern.
Ortsvorsteher ist Markus Kutscher.

## Persönlichkeiten
- Ida Conrath (1902–1965), Schriftstellerin und Mundartdichterin